# Estadio Osvaldo Domínguez Dibb
El Estadio Osvaldo Domínguez Dibb, conocido popularmente como El Bosque o Para Uno, denominado actualmente Estadio ueno Osvaldo Domínguez Dibb por razones de patrocinio, anteriormente  Estadio ueno Manuel Ferreira, fue un estadio de fútbol de Paraguay que perteneció al Club Olimpia. 
Está ubicado en el barrio Mariscal López sobre la avenida que lleva el mismo nombre, en la capital del país, Asunción. Tiene una capacidad para 25.820 personas.
Este escenario es uno de los más antiguos del país, inaugurándose el 15 de mayo de 1965 en ocasión del amistoso jugado frente al Santos Futebol Clube que contó con la presencia de Pelé. En 1991 se jugó allí la final de la Copa Interamericana y en 1992 albergó la final de la Copa Conmebol.

## Historia
El primer escenario deportivo teniendo al fútbol como base, fue la conocida cancha de "Quinta Caballero". Esta cancha, por lo que representa para el Olimpia y para el fútbol paraguayo. No obstante, las primeras prácticas del Olimpia se habrían realizado en un predio sobre la Avenida España en el Depto. Central, en la "Quinta Egusquiza", según antiguas actas asamblearias de 1909 y 1910.

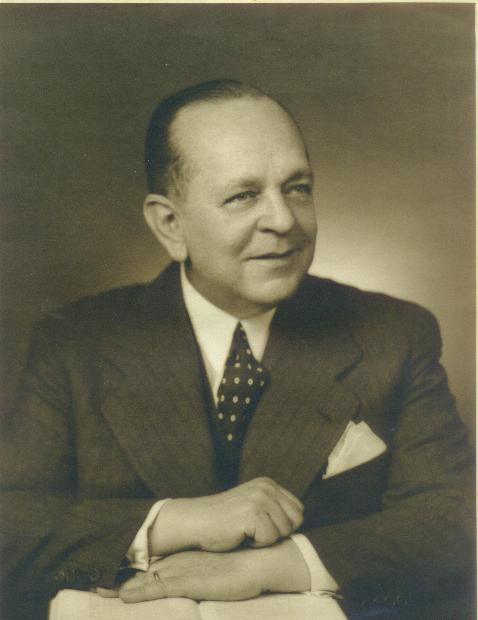
Manuel Ferreira Sosa.

Los jugadores olimpistas de la primera época practicaron también en una improvisada cancha ubicada en la intersección de las calles "Brasil" y "Pettirossi", predio actual del Ministerio de Salud Pública y Bienestar Social Paraguayo, pero como aquel campo sufría grandes deterioros con cada lluvia, los hijos del por entonces General Bernardino Caballero, intercedieron ante el caudillo para que cediera un espacio en su quinta, de tal forma a habilitar allí una nueva cancha.
Olimpia utilizó la cancha de la quinta Caballero por muchos años, desde 1914, llegando a equiparla con graderías de madera adquiridos del antiguo "Circo Centenario", luego de que este quebró. Los arcos también fueron los primeros en contar con tejidos de alambre donados por William Paats.
Luego de casi una década de uso de esta cancha, la quinta fue adquirida por el municipio asunceno tras la muerte del General Caballero. Olimpia llegó a ocupar también un predio adyacente a la cancha Sociedad, cerca del "Colegio Internacional", adquirido más tarde por el Club River Plate.
Luego de que el club comenzó a consolidarse a nivel local, obeteniendo varios campeonatos, la directiva decidió adquirir un espacio propio. Surgieron propuestas de llevar la nueva cancha a un lugar conocido como "Telefunken", en el barrio "San Roque", donde "ya se contaba con una aguerrida masa societaria...", según relataba el paraguayo Eduardo Champentier.

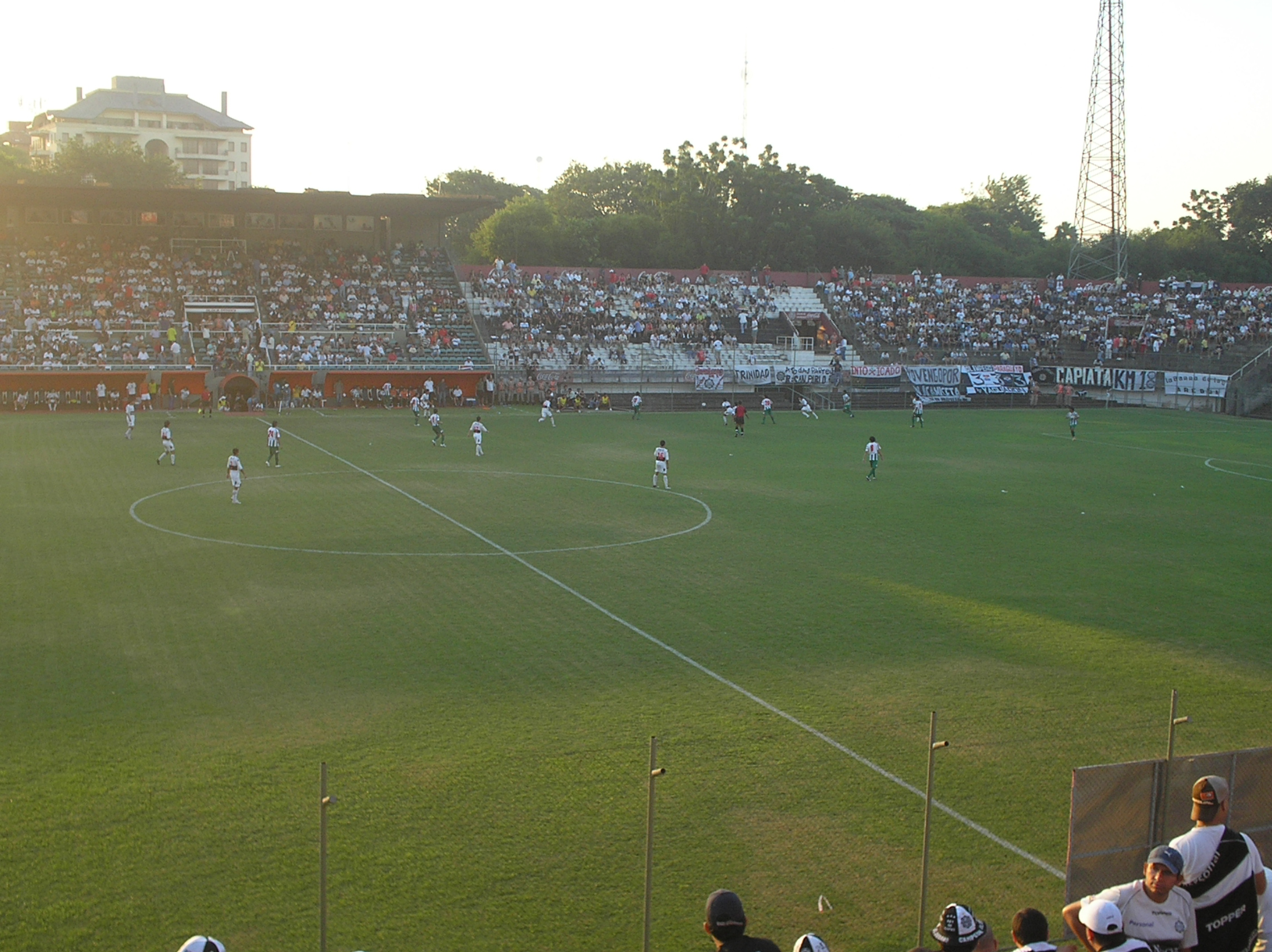
Vista de la tribuna principal del estadio.

Olimpia adquirió ese año la primera porción del terreno en que se sitúa su sede en la actualidad. "Dicho predio -comentaba Horacio Escobar-, que no tenía salida ni hacia "Mcal. López" ni hacia "España", estaba rodeado de grandes árboles, lo que sugirió a la prensa el nombre de "Cancha del Bosque", con el que se conoció hasta no hace mucho tiempo". Posteriormente, con la adquisición de la quinta Pecci, el club Olimpia pudo instalar su frente principal sobre la "Avenida Mariscal López", sitio donde se encuentra hasta la actualidad.
El estadio, que también es conocido como "El Bosque de Para Uno" (por el nombre con el cual se conocía a la zona, en la cual se hallaba la "parada número de buses de la línea 1"). Fue inaugurado el 13 de mayo de 1965 con el encuentro amistoso disputado entre el anfitrión Olimpia y el Santos FC de Pelé. Dicho juego acabó igualado en dos tantos por bando. Su construcción se llevó a cabo durante la presidencia del señor Manuel Ferreira Sosa, motivo por el cual el estadio lleva su nombre.
El escenario fue ocupado por el club durante cientos de partidos a nivel local y muchos a nivel internacional; pero desde los inicios del nuevo milenio, la sede albergada varios eventos importantes, e incluso empezó a recibir conciertos musicales de toda índole, tal así, que cuando en el país se anunciaba la presentación de un artista o banda, el escenario del Club Olimpia era el primero en sonar y prácticamente el único en utilizarse.
Esta situación cambió cuando el nuevo presidente electo desde 2010: Marcelo Recanate, decidió suspender finalmente todo tipo de eventos grandes en el escenario, preveniéndolo de cualquier inconveniente a la hora de las prácticas deportivas, y dejando nuevamente al club en casa, donde solo se desarrollarían en un 95% prácticas de fútbol del club.
Mejoras
En marzo de 2017, la comisión directiva decidió retirar parcialmente vallas y alambrados perimetrales que separaban a los espectadores del campo de juego. Finalmente, por orden de la Comisión de Inspección de Canchas de la APF se dispuso mantener los vallados que se ubican únicamente detrás de los arcos.
A partir de junio de 2017 el sector de preferencias cuenta con butacas por primera vez en su historia. Las mejoras fueron inauguradas en ocasión del partido frente a Sol de América por la 21.ra fecha del torneo Apertura, el domingo 18 de junio.
Desde el 2 de marzo de 2024 lleva el nombre de "Estadio Ueno Osvaldo Domínguez Dibb" en honor al dirigente más exitoso que tuvo el fútbol paraguayo y que estuvo plenamente identificado con el club Olimpia paraguayo.

### Nuevo estadio
Con motivo del Mundial 2030, la CONMEBOL y la APF otorgaron un préstamo al club Olimpia para que el predio sea demolido por completo y reconstruido con una infraestructura completamente nueva que tendrá una capacidad para 46.000 espectadores y una vez inaugurado será el estadio más grande y moderno del país, estimando su finalización para fines del año 2029.

## Conciertos
| Fecha                    | Artista         | Gira                                           |
| ------------------------ | --------------- | ---------------------------------------------- |
| 5 de abril de 1994       | Eros Ramazzotti | Tutte Storie World Tour                        |
| 2 de febrero de 2007     | Ricardo Arjona  | Gira Adentro                                   |
| 24 de febrero de 2007    | Don Omar        | King of Kings Tour                             |
| 5 de octubre de 2007     | Don Omar        | King of Kings Tour                             |
| 1 de marzo de 2008       | Chayanne        | Mi Tiempo Tour                                 |
| 30 de abril de 2008      | Aventura        | Corazoncito World Tour                         |
| 20 de septiembre de 2008 | Wisin & Yandel  | Los Extraterrestres, Otra Dimension World Tour |
| 24 de octubre de 2008    | Daddy Yankee    | The Big Boss Tour                              |
| 29 de agosto de 2009     | Wisin & Yandel  | La Revolucion World Tour                       |
| 11 de diciembre de 2009  | Daddy Yankee    | Talento de Barrio Tour                         |
| 27 de marzo de 2010      | Alejandro Sanz  | Paraíso Tour                                   |
| 27 de abril de 2013      | Ricardo Arjona  | Metamorfosis World Tour                        |
| 3 de octubre de 2014     | Ricardo Arjona  | Viaje Tour                                     |
| 18 de febrero de 2016    | Maná            | Cama incendiada Tour                           |
| 24 de abril de 2016      | Alejandro Sanz  | Sirope Tour                                    |